# Fryderyk Sadowski
Fryderyk Sadowski, właśc. Ferdynand Sand (ur. 25 października 1921 w Tarnowie, zm. 14 czerwca 1980 w St. Louis) – polski skrzypek, pedagog.

## Życiorys
Był synem Markusa Jakuba Sanda (fryzjera) i Karoliny z Gewürzów. Uczęszczał do gimnazjum w Tarnowie, uczył się jednocześnie gry na skrzypcach. Naukę kontynuował w klasie skrzypiec Konserwatorium w Katowicach u Zenona Felińskiego (1937–1939). Po zajęciu Tarnowa przez Niemców schronił się we Lwowie, gdzie pracował w orkiestrze Państwowej Filharmonii. Pod koniec czerwca 1941 (po wybuchu wojny niemiecko-radzieckiej) powrócił do Tarnowa; aresztowany przez Niemców, do końca wojny był więziony w kilku obozach - w Płaszowie, Mauthausen, Melk i Ebensee.
Powrócił do Polski w 1945 i podjął pracę w Orkiestrze Polskiego Radia w Katowicach. W 1947 został skrzypkiem-solistą w Centralnym Zespole Artystycznym Wojska Polskiego, od 1950 był związany z Orkiestrą Symfoniczną Państwowej Opery i Filharmonii w Warszawie (przemianowanej w 1955 na Orkiestrę Symfoniczną Filharmonii Narodowej), gdzie pełnił funkcję koncertmistrza w grupie pierwszych skrzypiec (do sierpnia 1968). W 1951 został wyróżniony IV nagrodą na Międzynarodowym Konkursie Muzycznym w Berlinie.
Uczestniczył w kilkudziesięciu wyjazdach zagranicznych Orkiestry Symfonicznej Filharmonii Narodowej, koncertował także jako solista, zyskując uznanie wykonaniami koncertów skrzypcowych m.in. Czajkowskiego i Wieniawskiego. Zasłużył się także jako popularyzator muzyki, uczestnicząc w koncertach młodzieżowych Estrady Kameralnej Filharmonii Narodowej. 
W lipcu 1951 pseudonim artystyczny Fryderyk Sadowski przyjął jako nazwisko. W 1968 wyjechał na stałe do St. Louis, gdzie pracował w orkiestrze St. Louis Symphony. Organizował i wykładał grę na skrzypcach w St. Louis Conservatory of Music and Schools for the Arts. Prowadził również z powodzeniem studencki zespół smyczkowy przy tej uczelni.
Z małżeństwa z Marią Joklińską (1924–2008), lekarką, miał syna Piotra.
Został pochowany na cmentarzu w Affton, St. Louis County, Missouri, USA.

## Ordery i odznaczenia
- Złoty Krzyż Zasługi
- Medal 10-lecia Polski Ludowej (19 stycznia 1955)[2]